# Tião (ur. 1936)
Tião, właśc. Sébastião Pereira dos Santos (ur. 11 maja 1936 w Rio de Janeiro) – piłkarz brazylijski, występujący podczas kariery na pozycji napastnika.

## Kariera klubowa
Piłkarską karierę Tião rozpoczął w Olarii Rio de Janeiro w 1955 roku. W latach 1957–1959 występował w Bangu AC. W 1959 przeniósł się do Recife do klubu Santa Cruz. Z Santa Cruz zdobył mistrzostwo stanu Pernambuco – Campeonato Pernambucano w 1959 roku. W latach 1960–1963 był zawodnikiem lokalnego rywala – Náutico, z którym dwukrotnie zdobył e mistrzostwo stanu Pernambuco w 1960 i 1963 roku. W 1963 roku wyjechał do Portugalii do CF Os Belenenses. W Belenenses zakończył karierę w 1969 roku.

## Kariera reprezentacyjna
W reprezentacji Brazylii Tião zadebiutował 5 grudnia 1959 w wygranym 3-2 meczu z reprezentacją Paragwaju podczas drugiego turnieju Copa América 1959 w Ekwadorze, na którym Brazylia zajęła trzecie miejsce. Obok tego meczu w turnieju wystąpił w meczach z Urugwajem i Ekwadorem.